# Nascar Winston Cup Series 1993

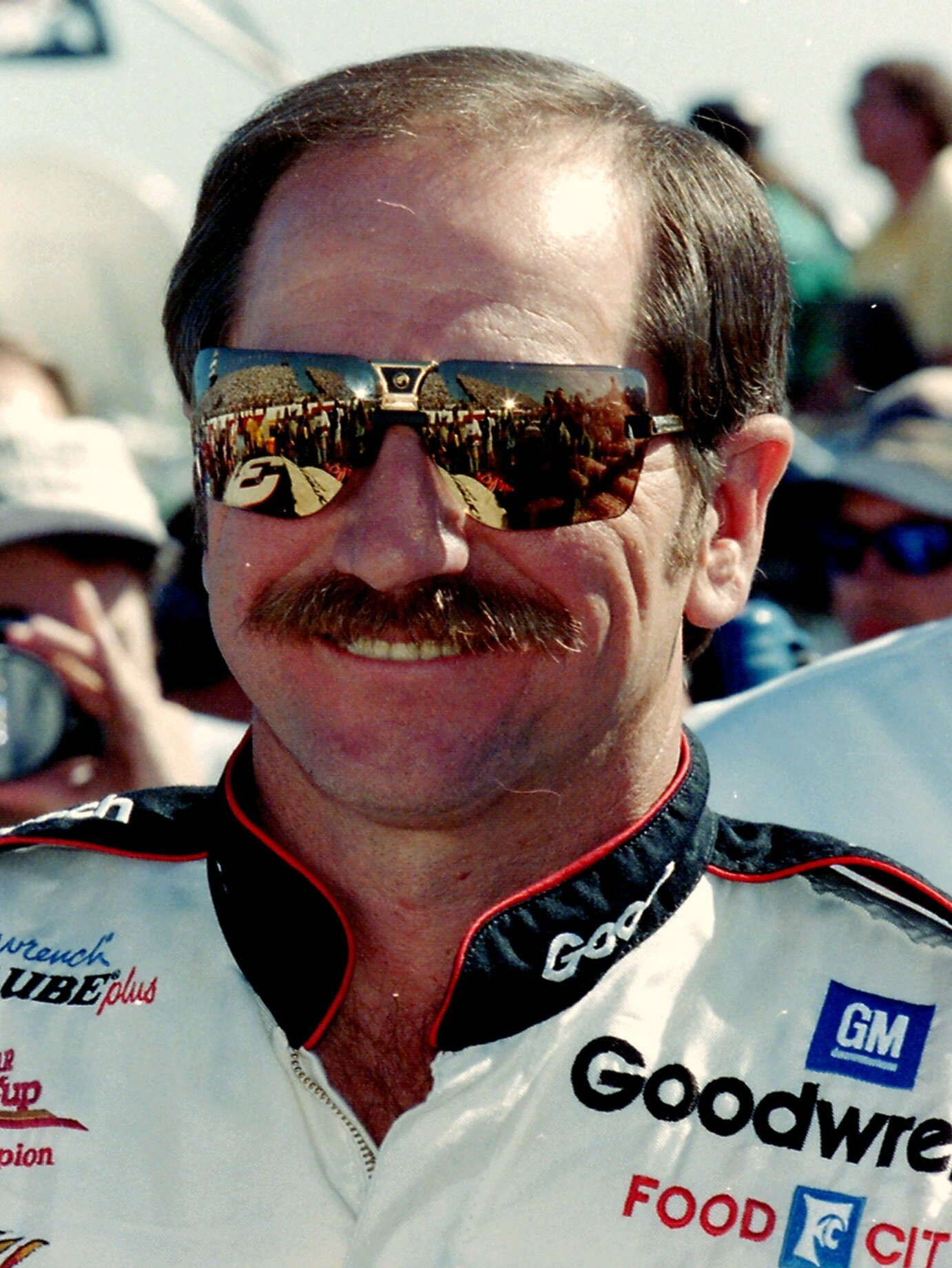
Dale Earnhardt vann förarmästerskapet.

Nascar Winston Cup Series 1993 var den 45:e upplagan av den främsta divisionen av professionell stockcarracing i USA sanktionerad av National Association for Stock Car Auto Racing.
Säsongen som bestod av 30 race startade på Daytona International Speedway med uppvisningsloppen Busch Clash 7 februari och Gatorade Twin 125 Qualifiers 11 februari, vilket även var kvallopp till den 35:e upplagan av Daytona 500. Säsongen avslutades 14 november på Atlanta Motor Speedway med Hooters 500. Serien vanns av Dale Earnhardt i en Chevrolet körande för Richard Childress Racing. Det var hans sjätte mästerskapstitel totalt. Earnhardt hade tidigare vunnit cup-serien 1980, 1986, 1987, 1990 och 1991. Märkesmästerskapet vanns av Chevrolet.

## Tävlingskalender
| Nr          | Officiellt namn              | Bana                                                        | Datum        |
| ----------- | ---------------------------- | ----------------------------------------------------------- | ------------ |
| U           | Busch Clash                  | Daytona International Speedway, Daytona Beach, Florida      | 7 februari   |
| KV          | Gatorade Twin 125 Qualifiers | Daytona International Speedway, Daytona Beach, Florida      | 11 februari  |
| 1           | Daytona 500                  | Daytona International Speedway, Daytona Beach, Florida      | 14 februari  |
| 2           | GM Goodwrench 500            | North Carolina Motor Speedway, Rockingham, North Carolina   | 28 februari  |
| 3           | Pontiac Excitement 400       | Richmond International Raceway, Richmond, Virginia          | 7 mars       |
| 4           | Motorcraft Quality Parts 500 | Atlanta Motor Speedway, Hampton, Georgia                    | 20 mars      |
| 5           | Transouth 500                | Darlington Raceway, Darlington, South Carolina              | 28 mars      |
| 6           | Food City 500                | Bristol International Raceway, Bristol, Tennessee           | 4 april      |
| 7           | First Union 400              | North Wilkesboro Speedway, North Wilkesboro, North Carolina | 18 april     |
| 8           | Hanes 500                    | Martinsville Speedway, Ridgeway, Virginia                   | 25 april     |
| 9           | Winston 500                  | Talladega Superspeedway, Talladega, Alabama                 | 2 maj        |
| 10          | Save Mart Supermarkets 300K  | Sears Point Raceway, Sonoma, Kalifornien                    | 16 maj       |
|             | Winston Open                 | Charlotte Motor Speedway, Concord, North Carolina           | 22 maj       |
| The Winston |                              | Charlotte Motor Speedway, Concord, North Carolina           | 22 maj       |
| 11          | Coca-Cola 600                | Charlotte Motor Speedway, Concord, North Carolina           | 30 maj       |
| 12          | Budweiser 500                | Dover Downs International Speedway, Dover, Delaware         | 6 juni       |
| 13          | Champion Spark Plug 500      | Pocono International Raceway, Long Pond, Pennsylvania       | 13 juni      |
| 14          | Miller Genuine Draft 400     | Michigan International Speedway, Brooklyn, Michigan         | 20 juni      |
| 15          | Pepsi 400                    | Daytona International Speedway, Daytona Beach, Florida      | 3 juli       |
| 16          | Slick 50 300                 | New Hampshire International Speedway, Loudon, New Hampshire | 11 juli      |
| 17          | Miller Genuine Draft 500     | Pocono International Raceway, Long Pond, Pennsylvania       | 18 juli      |
| 18          | Diehard 500                  | Talladega Superspeedway, Talladega, Alabama                 | 25 juli      |
| 19          | The Bud at The Glen          | Watkins Glen International, Watkins Glen, New York          | 8 augusti    |
| 20          | Champion Spark Plug 400      | Michigan International Speedway, Brooklyn, Michigan         | 15 augusti   |
| 21          | Bud 500                      | Bristol International Raceway, Bristol, Tennessee           | 28 augusti   |
| 22          | Mountain Dew Southern 500    | Darlington Raceway, Darlington, South Carolina              | 5 september  |
| 23          | Miller Genuine Draft 400     | Richmond International Raceway, Richmond, Virginia          | 11 september |
| 24          | Splitfire Spark Plug 500     | Dover Downs International Speedway, Dover, Delaware         | 19 september |
| 25          | Goody's 500                  | Martinsville Speedway, Ridgeway, Virginia                   | 26 september |
| 26          | Tyson Holly Farms 400        | North Wilkesboro Speedway, North Wilkesboro, North Carolina | 3 oktober    |
| 27          | Mello Yello 500              | Charlotte Motor Speedway, Concord, North Carolina           | 10 oktober   |
| 28          | AC Delco 500                 | North Carolina Motor Speedway, Rockingham, North Carolina   | 24 oktober   |
| 29          | Slick 50 500                 | Phoenix International Raceway, Phoenix, Arizona             | 31 oktober   |
| 30          | Hooters 500                  | Atlanta Motor Speedway, Hampton, Georgia                    | 14 november  |

## Resultat
| Nr | Tävling                      | Pole position  | Flest ledda varv | Vinnare         | Team/ bilägare             | Konstruktör | Rapport |
| -- | ---------------------------- | -------------- | ---------------- | --------------- | -------------------------- | ----------- | ------- |
| U  | Busch Clash                  | Ernie Irvan    | Dale Earnhardt   | Dale Earnhardt  | Richard Childress Racing   | Chevrolet   | Rapport |
| KV | Gatorade Twin 125 1          | Kyle Petty     | Jeff Gordon      | Jeff Gordon     | Hendrick Motorsports       | Chevrolet   | Rapport |
| KV | Gatorade Twin 125 2          | Dale Jarrett   | Dale Earnhardt   | Dale Earnhardt  | Richard Childress Racing   | Chevrolet   | Rapport |
| 1  | Daytona 500                  | Kyle Petty     | Dale Earnhardt   | Dale Jarrett    | Joe Gibbs Racing           | Chevrolet   | Rapport |
| 2  | GM Goodwrench 500            | Mark Martin    | Rusty Wallace    | Rusty Wallace   | Penske Racing              | Pontiac     | Rapport |
| 3  | Pontiac Excitement 400       | Ken Schrader   | Kyle Petty       | Davey Allison   | Robert Yates Racing        | Ford        | Rapport |
| 4  | Motorcraft Quality Parts 500 | Rusty Wallace  | Mark Martin      | Morgan Shepherd | Wood Brothers Racing       | Ford        | Rapport |
| 5  | Transouth 500                | Dale Earnhardt | Dale Earnhardt   | Dale Earnhardt  | Richard Childress Racing   | Chevrolet   | Rapport |
| 6  | Food City 500                | Rusty Wallace  | Rusty Wallace    | Rusty Wallace   | Penske Racing              | Pontiac     | Rapport |
| 7  | First Union 400              | Brett Bodine   | Sterling Marlin  | Rusty Wallace   | Penske Racing              | Pontiac     | Rapport |
| 8  | Hanes 500                    | Geoff Bodine   | Rusty Wallace    | Rusty Wallace   | Penske Racing              | Pontiac     | Rapport |
| 9  | Winston 500                  | Dale Earnhardt | Dale Earnhardt   | Ernie Irvan     | Morgan-McClure Motorsports | Chevrolet   | Rapport |
| 10 | Save Mart Supermarkets 300K  | Dale Earnhardt | Dale Earnhardt   | Geoff Bodine    | Bud Moore Engineering      | Ford        | Rapport |
| U  | Winston Open                 | Jeff Gordon    | Jeff Gordon      | Sterling Marlin | Stavola Brothers Racing    | Ford        | Rapport |
| U  | The Winston                  | Ernie Irvan    | Ernie Irvan      | Dale Earnhardt  | Richard Childress Racing   | Chevrolet   | Rapport |
| 11 | Coca-Cola 600                | Ken Schrader   | Dale Earnhardt   | Dale Earnhardt  | Richard Childress Racing   | Chevrolet   | Rapport |
| 12 | Budweiser 500                | Ernie Irvan    | Dale Earnhardt   | Dale Earnhardt  | Richard Childress Racing   | Chevrolet   | Rapport |
| 13 | Champion Spark Plug 500      | Ken Schrader   | Kyle Petty       | Kyle Petty      | Petty Enterprises          | Pontiac     | Rapport |
| 14 | Miller Genuine Draft 400     | Brett Bodine   | Mark Martin      | Ricky Rudd      | Hendrick Motorsports       | Chevrolet   | Rapport |
| 15 | Pepsi 400                    | Ernie Irvan    | Dale Earnhardt   | Dale Earnhardt  | Richard Childress Racing   | Chevrolet   | Rapport |
| 16 | Slick 50 300                 | Mark Martin    | Sterling Marlin  | Rusty Wallace   | Penske Racing              | Pontiac     | Rapport |
| 17 | Miller Genuine Draft 500     | Ken Schrader   | Dale Earnhardt   | Dale Earnhardt  | Richard Childress Racing   | Chevrolet   | Rapport |
| 18 | Diehard 500                  | Bill Elliott   | Dale Earnhardt   | Dale Earnhardt  | Richard Childress Racing   | Chevrolet   | Rapport |
| 19 | The Bud at The Glen          | Mark Martin    | Mark Martin      | Mark Martin     | Roush Racing               | Ford        | Rapport |
| 20 | Champion Spark Plug 400      | Ken Schrader   | Ricky Rudd       | Mark Martin     | Roush Racing               | Ford        | Rapport |
| 21 | Bud 500                      | Mark Martin    | Rusty Wallace    | Mark Martin     | Roush Racing               | Ford        | Rapport |
| 22 | Mountain Dew Southern 500    | Ken Schrader   | Mark Martin      | Mark Martin     | Roush Racing               | Ford        | Rapport |
| 23 | Miller Genuine Draft 400     | Bobby Labonte  | Rusty Wallace    | Rusty Wallace   | Penske Racing              | Pontiac     | Rapport |
| 24 | Splitfire Spark Plug 500     | Rusty Wallace  | Rusty Wallace    | Rusty Wallace   | Penske Racing              | Pontiac     | Rapport |
| 25 | Goody's 500                  | Ernie Irvan    | Ernie Irvan      | Ernie Irvan     | Morgan-McClure Motorsports | Ford        | Rapport |
| 26 | Tyson Holly Farms 400        | Ernie Irvan    | Rusty Wallace    | Rusty Wallace   | Penske Racing              | Pontiac     | Rapport |
| 27 | Mello Yello 500              | Jeff Gordon    | Ernie Irvan      | Ernie Irvan     | Morgan-McClure Motorsports | Ford        | Rapport |
| 28 | AC Delco 500                 | Mark Martin    | Rusty Wallace    | Rusty Wallace   | Penske Racing              | Pontiac     | Rapport |
| 29 | Slick 50 500                 | Bill Elliott   | Mark Martin      | Mark Martin     | Roush Racing               | Ford        | Rapport |
| 30 | Hooters 500                  | Harry Gant     | Rusty Wallace    | Rusty Wallace   | Penske Racing              | Pontiac     | Rapport |

## Slutställning
| Plats | Förare               | Poäng |
| ----- | -------------------- | ----- |
| 1     | Dale Earnhardt       | 4526  |
| 2     | Rusty Wallace        | 4446  |
| 3     | Mark Martin          | 4150  |
| 4     | Dale Jarrett         | 4000  |
| 5     | Kyle Petty           | 3860  |
| 6     | Ernie Irvan          | 3834  |
| 7     | Morgan Shepherd      | 3807  |
| 8     | Bill Elliott         | 3774  |
| 9     | Ken Schrader         | 3715  |
| 10    | Ricky Rudd           | 3644  |
| 11    | Harry Gant           | 3524  |
| 12    | Jimmy Spencer        | 3497  |
| 13    | Darrell Waltrip      | 3479  |
| 14    | Jeff Gordon          | 3447  |
| 15    | Sterling Marlin      | 3355  |
| 16    | Geoff Bodine         | 3338  |
| 17    | Michael Waltrip      | 3291  |
| 18    | Terry Labonte        | 3280  |
| 19    | Bobby Labonte        | 3221  |
| 20    | Brett Bodine         | 3183  |
| 21    | Rick Mast            | 3001  |
| 22    | Wally Dallenbach Jr. | 2978  |
| 23    | Kenny Wallace        | 2893  |
| 24    | Hut Stricklin        | 2866  |
| 25    | Ted Musgrave         | 2853  |
| 26    | Derrike Cope         | 2787  |
| 27    | Bobby Hillin Jr.     | 2717  |
| 28    | Rick Wilson          | 2647  |
| 29    | Phil Parsons         | 2454  |
| 30    | Dick Trickle         | 2224  |
| 31    | Davey Allison        | 2104  |
| 32    | Jimmy Hensley        | 2001  |